# Адериды
Адери́ды (лат. Aderidae) — семейство жуков из подотряда разноядных (Polyphaga). Взрослые насекомые длиной 1—4 мм. Они несколько напоминают муравьёв, обладая более узкой в сравнении с остальным телом переднегрудью. Адериды насчитывают около 1000 видов, объединяемых в 50 родов. Распространены всесветно, в России известно 20 видов.

## Образ жизни
В основном, обитатели тропических лесов. Обычный для взрослых жуков микробиотоп — нижняя сторона листьев кустарников и деревьев, однако они также встречаются в опавшей листве, гниющей древесине и даже в гнёздах других насекомых (пчёл и термитов).

## Палеонтология
Древнейшие представители семейства известны из мелового ливанского янтаря. Также адериды найдены в бирманском янтаре. 

## Классификация
- Список родов: Aderus — Agacinosia — Agenjosia — Anidorus — Ariotus — Axylophilus — Beltranosia — Candidosia — Carinatophilus — Cnopus — Cobososia — Dusmetosia — Elonus — Emelinus — Escalerosia — Euglenes — Ganascus — Gompelia — Gonzalosia — Gymnoganascus — Hintonosia — Megaxenus — Menorosia — Mixaderus — Phytobaenus — Pseudananca — Pseudanidorus — Pseudariotus — Pseudolotelus — Saegerosia — Scraptogetus — Syzeton — Syzetonellus — Syzetoninus — Tokiophilus — Vanonus — Zarcosia — Zonantes — †Circaeus